# 224 г. пр.н.е.
224 (двеста двадесет и четвърта) година преди новата ера (пр.н.е.) е година от доюлианския (Помпилийски) римски календар.

## Събития

### В Римската република
- Консули са Тит Манлий Торкват (за II път) и Квинт Фулвий Флак (за II път).
- Консулските армии нахлуват в земите на боите и ги принуждават да молят за мир.[1]

### В Гърция
- Ахейците сключват съюз с Македония. Македонският цар Антигон III Досон се придвижва с армията си на юг.
- Арат от Сикион е избран за единадесети път за стратег на Ахейския съюз.[2]
- Аргос изоставя каузата на спартанския цар Клеомен III. В града е заловен Аристомах, който е наказан за предателството си с удавяне в морето.[3]
- Антигон навлиза в Пелопонес и завладява Егитис и Билбинатис.[2]
- През септември, на среща на съюзниците в Егио, Антигон е обявен за хегемон (главнокомандващ) на съюзените сили, след което той се приготвя за презимуване край Коринт и Сикион.[3]

## Починали
- Аристомах, древногръцки политически деец, пълководец и стратег на Ахейския съюз